# Nemzeti Bajnokság V 1943–1944
Nemzeti Bajnokság V 1943–1944 sau liga a 5-a maghiară sezonul 1943–1944 a fost al 26-lea sezon desfășurat în această competiție.

## Istoric și format
Liga a cincea a fost formată din 35 de serii. Doar în seriile Bichișciaba(Criș), clasa II., grupa Est și Debrețin (Tisa de Sus), clasa II., grupa Sătmar au evoluat echipe românești. 
Cele 35 de serii au fost:
| - Bichișciaba(Criș), clasa II., grupa Sud - Bichișciaba(Criș), clasa II., grupa Est - Budapesta, clasa II., grupa Sud - Budapesta, clasa II., grupa Nord - Budapesta, clasa II., grupa Est - Debrețin (Tisa de Sus), clasa II., grupa Sătmar - Gyor(Transdanubia Nord), clasa II., grupa De Sus | - Gyor(Transdanubia Nord), clasa II., grupa Gyor A - Gyor(Transdanubia Nord), clasa II., grupa Gyor B - Gyor(Transdanubia Nord), clasa II., grupa Komarom - Gyor(Transdanubia Nord), clasa II., grupa Papa - Gyor(Transdanubia Nord), clasa II., grupa Sopron - Gyor(Transdanubia Nord), clasa II., grupa Sekesfehervar - Gyor(Transdanubia Nord), clasa II., grupa Sombateli | - Gyor(Transdanubia Nord), clasa II., grupa Vesprem A - Gyor(Transdanubia Nord), clasa II., grupa Vesprem B - Ungaria Centrală, clasa II., grupa Dunărea de Jos - Ungaria Centrală, clasa II., grupa Dorog - Dunăre-Tisa, clasa II., grupa Erd - Dunăre-Tisa, clasa II., grupa Monor - Dunăre-Tisa, clasa II., grupa Vac | - Mișcolț(Felvideki/de Sus), clasa II., grupa Matra - Mișcolț(Felvideki/de Sus), clasa II., grupa Mișcolț - Mișcolț(Felvideki/de Sus), clasa II., grupa Sajovolgy - MOVE, clasa II., grupa Petofi - MOVE, clasa II., grupa Vorosmarty - Pecs(Transdanubia Sud), clasa II. - Subotica, clasa II., grupa Subotica | - Subotica, clasa II., grupa Dunării - Seghedin, clasa II., grupa Sud - Seghedin, clasa II., grupa Nord - Seghedin, clasa II., grupa Tisa - Novi Sad, clasa II., grupa Est - Novi Sad, clasa II., grupa Centru - Novi Sad, clasa II., grupa Vest |  |

## Seria Bichișciaba(Criș), clasa II., grupa Est
Echipele participante au fost din 4 localități:  
- Oradea: Stăruința II, CFM, AS Kolping Înfrățirea, Ferar
- Salonta: CS, AS Bocica
- Șercad: CASE
- Vesto: AS

Doar Oradea a avut mai mult de o echipă.

### Clasament tur
1. Gyulai LE 10 8 1 1 26:12 17
2. Nagyszalontai Bocskai SE (3.) 10 6 1 3 35:16 13
3. Nagyváradi AC III (2.) 10 7 2 1 35:18 16
4. Endrődi LE 10 6 – 4 12:12 12
5. Csabai AK II (6.) 10 4 1 5 23:26 9
6. Békési TE (5.) 10 4 2 4 18:21 10
7. Békéscsabai Törekvés II (9.) 10 2 3 5 15:23 7
8. Nagyváradi MÁV TK II (7.) 10 4 – 6 15:19 8
9. Gyulai TE II (10.) 10 3 – 7 24:31 6
10. Nagyváradi Törekvés (8.) 10 3 2 5 13:18 8
11. Gyulai AC II 10 2 – 8 11:32 4

### Clasament final
| Poz | Echipă                                                 | Pld | W | D | L | GF | GA | GD | Pct |
| --- | ------------------------------------------------------ | --- | - | - | - | -- | -- | -- | --- |
| 1   | AG Jula II / Gyulai LE (C)(P)                          | –   | – | – | – | –  | –  | –  | –   |
| 2   | CA Oradea III / Nagyváradi AC III.                     | –   | – | – | – | –  | –  | –  | –   |
| 3   | AS Bocica Salonta / Nagyszalontai Bocskai SE           | –   | – | – | – | –  | –  | –  | –   |
| 4   | AG Endrod / Endrődi LE                                 | –   | – | – | – | –  | –  | –  | –   |
| 5   | AG Bichiș / Békési TE                                  | –   | – | – | – | –  | –  | –  | –   |
| 6   | CA Ciaba Bichișciaba / Csabai AK II. (*)               | –   | – | – | – | –  | –  | –  | –   |
| 7   | CG CFM Oradea II / Nagyváradi MÁV TK II.               | –   | – | – | – | –  | –  | –  | –   |
| 8   | Stăruința Oradea II / Nagyváradi Törekvés II. (1)      | –   | – | – | – | –  | –  | –  | –   |
| 9   | Stăruința Bichișciaba II / Békéscsabai Törekvés SE II. | –   | – | – | – | –  | –  | –  | –   |
| 10  | SG Jula II / Gyulai TE II.                             | –   | – | – | – | –  | –  | –  | –   |
| 11  | CA Jula II / Gyulai AC II. (2)                         | –   | – | – | – | –  | –  | –  | –   |

(C) Campioana a fost CA Oradea II.
(P) CA Oradea II a promovat în NB IV '43-'44 (liga a 4-a).
(1) 2 puncte depunctare.
(2) S-a retras.
Surse:
"Sportul Național"/"Nemzeti Sport" 1942.07.05.

## Seria Debrețin (Tisa de Sus), clasa II., grupa Sătmar
Echipele participante au fost din 3 localități: 
- Carei: CA II
- Satu Mare: Stăruința II, Ferar  II, AS II,
- Valea lui Mihai: AF II

Satu Mare a avut mai mult de o echipă.
| Poz | Echipă                        | Pld | W | D | L | GF | GA | GD | Pct |
| --- | ----------------------------- | --- | - | - | - | -- | -- | -- | --- |
| 1   | AS Stăruința Satu Mare II (C) | –   | – | – | – | –  | –  | –  | –   |
| 2   | AS Ferar Satu Mare II         | –   | – | – | – | –  | –  | –  | –   |
| 3   | CA Carei                      | –   | – | – | – | –  | –  | –  | –   |
| 4   | AF Valea lui Mihai II         | –   | – | – | – | –  | –  | –  | –   |
| 5   | AS Satu Mare II               | –   | – | – | – | –  | –  | –  | –   |

(C) Campioana a fost AS Stăruința Satu Mare II.
Surse:
"Sportul Național"/"Nemzeti Sport" din 1941.01.13

## Vezi și
- Prima ligă maghiară 1943–1944
- Liga a 2-a maghiară 1943–1944
- Liga a 3-a maghiară 1943–1944
- Liga a 4-a maghiară 1943–1944
- Prima ligă maghiară
- Liga a 2-a maghiară
- Liga a 3-a maghiară
- Liga a 4-a maghiară
- Liga a 5-a maghiară